# Preben Kristensen (atlet)
 For alternative betydninger, se Preben Kristensen (flertydig). (Se også artikler, som begynder med Preben Kristensen)
Preben Kristensen ( født 13. december 1937, død 22. februar 2022) var en dansk idrætsleder, medlem af Danmarks Olympiske Akademi, og tidligere dansk mester i bl.a. 400 meter hækkeløb.
Preben Kristensen blev medlem af Frederiksberg Idræts-Forening i 1953, og blev to år efter dansk ungdomsmester i 800 meter løb. Efterfølgende blev det til seks danske seniormesterskaber i træk på 400 meter hæk i perioden 1958-1963) samt to danske mesterskaber i 400 meter 1959-1960, to på 4 x 400 meter 1958-1959 og et i femkamp 1959 samt 17 landskampe.
Preben Kristensen var formand for Frederiksberg Idræts-Forening’s atletikafdeling fra 1966 til 1973 og blev senere mangeårig hovedformand for FIF. Han har tillige været formand for Gymnasieskolernes Idrætslærerforening og var i 1985 medstifter af Danmarks Olympiske Akademi, hvor han i næsten 30 år sad i bestyrelsen. I en omtrent lige så lang periode arbejdede Kristensen - der ikke selv opnåede udtagelse til OL - på at redigere og få udgivet en bog med biografier om alle Danmarks ca. 2000 deltagere i de moderne Olympiske Lege siden begyndelsen i 1896. Biografierne er meget forskellige, også i omfang og kvalitet, men bogen De olympiske blev på 630 sider, da den udkom efter OL 1996 med Danmarks Idræts-Forbund og Danmarks Olympiske Komité som udgivere og forlag. Dette enestående værk er ikke siden fulgt op med nye versioner eller supplementsbind, så OL-deltagere siden 1996 er kun dokumenteret via de såkaldte team-bøger omkring hvert OL-stævne.
Preben Kristensen havde en hovedfagseksamen i idræt fra Danmarks Højskole for Legemsøvelser og underviste derefter i et par år i atletik og idrætssociologi ved DHL, og derefter fra 1960 i gymnasieskoler: Øregård Gymnasium 1960-1962, Gammel Hellerup Gymnasium 1962-1973 og Tårnby Gymnasium fra 1973. Han gik på pension i 2006.
Sammen med Heinrich Duholm grundlagde Preben Kristensen månedsbladet Atletik Nyt i 1962.

## Danske mesterskaber
- Guld 1963		400 meter hæk	55,0 sek.
- Guld 1962		400 meter hæk	54,2
- Bronze 1961	800 meter	1.56,3 min.
- Guld 1961		400 meter hæk	55,4
- Guld 1960		400 meter hæk	56,2
- Guld 1960		400 meter	50,3
- Guld 1960		4 x 400 meter
- Guld 1959		400 meter	49,1
- Guld 1959		400 meter hæk	55,0
- Guld 1959		4 x 400 meter
- Guld 1959		Femkamp
- Bronze 1958	800 meter 1.58,0
- Guld 1958		400 meter hæk	57,0

## Personlige rekorder
- 400 m løb: 49,1h sek. 1959
- 800 m: 1.52,3h min. 1961
- 1500 m: 3.55,5h 1961
- 400 meter hæk: 53,8h 1961
- 'h' står for tidtagning med håndstopur.